# Gautier, Mississippi
Gautier là một thành phố thuộc quận Jackson, tiểu bang Mississippi, Hoa Kỳ. Năm 2010, dân số của thành phố này là 18 572 người.

## Dân số
- Dân số năm 2000: 16 828 người.
- Dân số năm 2010: 18 572 người.